# Лухзингер, Феликс
Фе́ликс Лухзи́нгер (нем. Felix Luchsinger; род. 1980) — швейцарский кёрлингист.

## Достижения
- Чемпионат Европы по кёрлингу: золото (1986), бронза (1996).
- Чемпионат Швейцарии по кёрлингу среди мужчин: золото (1987).
- Чемпионат Швейцарии по кёрлингу среди юниоров: золото (1978).

## Команды
| Сезон   | Четвёртый        | Третий              | Второй              | Первый            | Запасной                                 | Турниры                     |
| ------- | ---------------- | ------------------- | ------------------- | ----------------- | ---------------------------------------- | --------------------------- |
| 1978    | Феликс Лухзингер | Томас Грендельмейер | Дэнни Штрейфф       | Ueli Bernauer     |                                          | ЧМЮ 1978 (7 место)          |
| 1986—87 | Феликс Лухзингер | Томас Грендельмейер | Даниэль Штрейфф     | Фриц Лухзингер    |                                          | ЧЕ 1986 · ЧМ 1987 (7 место) |
| 1996—97 | Феликс Лухзингер | Вернер Аттингер     | Markus Foitek       | Markus Luchsinger | Томас Грендельмейер тренер: Фредерик Жан | ЧЕ 1996                     |
| 1998—99 | Феликс Лухзингер | Вернер Аттингер     | Томас Грендельмейер | Markus Luchsinger | Markus Foitek тренер: Фредерик Жан       | ЧЕ 1998 (5 место)           |

(скипы выделены полужирным шрифтом)